# Asplundia schizotepala
Asplundia schizotepala är en enhjärtbladig växtart som beskrevs av Gunnar Wilhelm Harling. Asplundia schizotepala ingår i släktet Asplundia och familjen Cyclanthaceae. Inga underarter finns listade.